# Polícia Metropolitana de Londres
A Polícia Metropolitana de Londres (em inglês, Metropolitan Police Service, MPS), também conhecido como Met é a força responsável pelo policiamento de toda a Grande Londres, com exceção da "Square Mile" - a área da City, que possui sua própria força policial, a City of London Police.
A sede da Met fica no prédio da New Scotland Yard, na área administrativa de Westminster. Além da Met e da City of London Police, a Grande Londres conta também com a British Transport Police, responsável pelo policiamento dos sistemas de trem e metrô (London Underground, Tramlink e Docklands Light Railway).
O chefe da Polícia Metropolitana de Londres é o Comissário de Polícia da Metrópole (geralmente chamado de Comissário). O cargo foi ocupado pela primeira vez por Sir Charles Rowan e por Sir Richard Mayne, conjuntamente.
Desde 27 de janeiro de 2009, o ocupante do cargo é Sir Paul Stephenson, que sucedeu Sir Ian Blair. Notabilizou-se por seus policiais não portarem armas, somente em casos especiais.

## Histórico
A sede central ou quartel general da Polícia Metropolitana de Londres (Metropolitan Police Service) é chamada de Scotland Yard (também conhecida como New Scotland Yard ou Yard). Popularmente, o termo New Scotland Yard é usado como metonímia para designar a Polícia Metropolitana ou a polícia judiciária de Londres.
O nome deriva da sua antiga localização, na Great Scotland Yard, uma rua situada em Whitehall. A exata origem do nome é desconhecida mas, segundo uma hipótese, no local se encontrava a missão diplomática dos reis da Escócia, antes da União de 1707 entre Inglaterra e Escócia. Outra possibilidade é que, durante a Idade Média, o local pertencesse a um homem chamado Scott, ou ainda que as diligências para a Escócia saíam dessa rua.
No século XVII, vários prédios governamentais instalaram-se no local. Os arquitetos Inigo Jones e Christopher Wren também moravam lá. Entre 1649 e 1651, o poeta John Milton viveu lá durante o período republicano da Commonwealth of England, sob o governo de Oliver Cromwell.

A Polícia Metropolitana foi constituída em 29 de setembro de 1829, pelo ministro do interior da época, Sir John Peel, mediante a implementação de um ato do Parlamento.

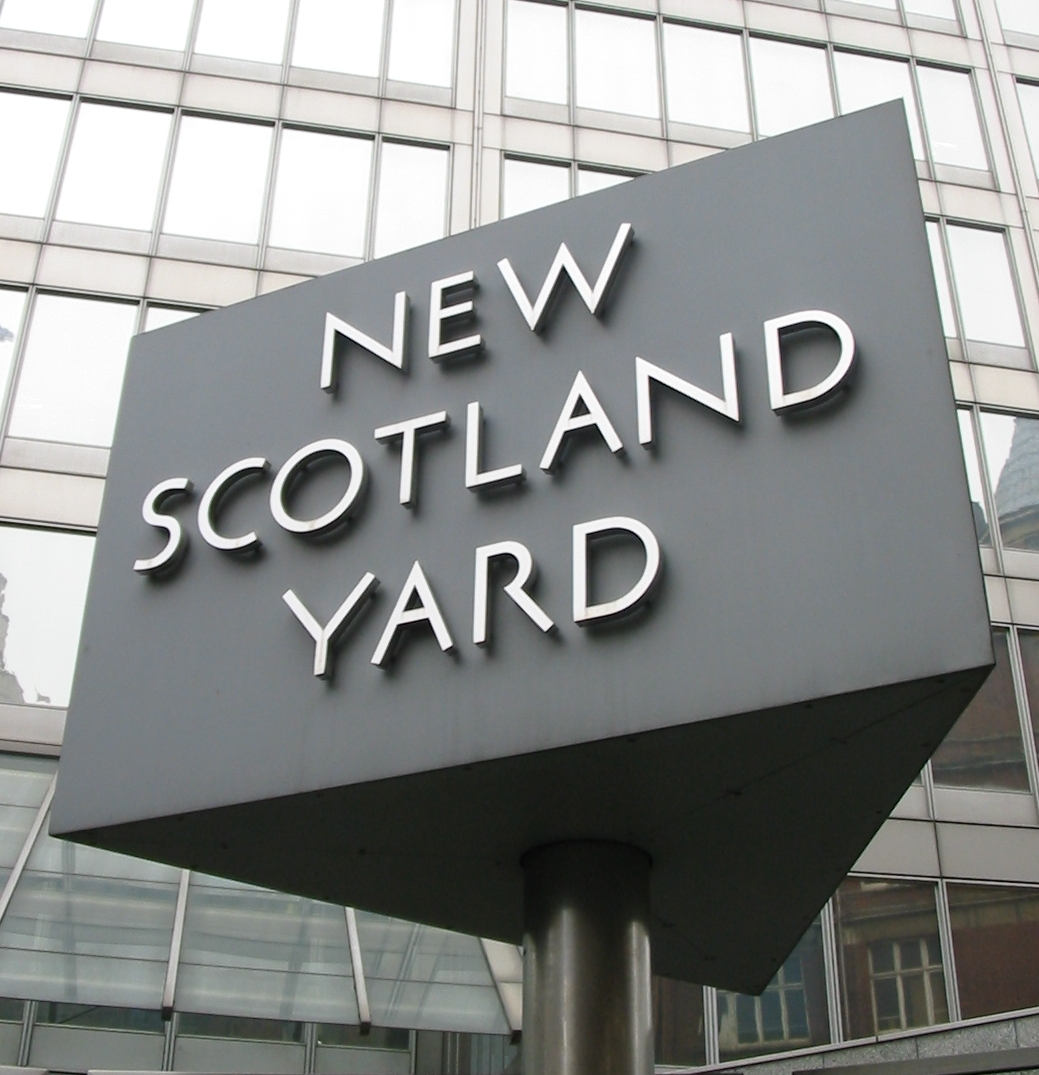
Sede da Polícia Metropolitana de Londres.

Em 1829 a polícia instalou-se no prédio de número 4 da Whitehall Place, na já referida área, conhecida como Great Scotland Yard, que deu o nome ao prédio.
Em 1890, a sede da Polícia Metropolitana mudou-se para Victoria Embankment, recebendo a denominação de New Scotland Yard. O prédio seria ampliado em 1907 e 1940.
Desde 1967, a sede da New Scotland Yard está localizada em 10 Broadway, na região administrativa de Westminster, perto do Palácio de Westminster, onde estão instaladas as duas Câmaras do Parlamento do Reino Unido.

## Organização
A Polícia Metropolitana de Londres tem a seguinte estrutura:

### Polícia Circunscricional
Responsável pelos serviços de policiamento, inclusive uniformizado e diuturno, na área geográfica da Grande Londres. Possui 32 comandos operacionais.

### Polícia Especializada
A Diretoria de Polícia Especializada (Specialist Crime Directorate – SCD) é o ramo da Polícia Metropolitana de Londres, encarregado da investigação das infrações penais mais graves e do crime organizado.

### Central de Operações
A Diretoria Central de Operações é responsável pelo suporte operacional prestado aos demais serviços da Met.

### Diretoria de Operações Especiais
Destinada aos serviços de operações especiais e proteção às autoridades nacionais e estrangeiras. Está integrado pelo Comando Contra terrorista (SO15) e pelo Comando Operacional de Proteção à Aviação (SO18).

### Outras Diretorias
A Diretoria de Comunicação Social, Diretoria Financeira, Diretoria de Estratégia e Modernização Administrativa, Diretoria de Recursos Humanos e Diretoria de Informações oferecem o apoio administrativo que propicia a manutenção das atividades da corporação policial.

## Proibições legais
No Reino Unido, onde o direito segue a common law, membros do Partido Nacional Britânico (BNP), do Combat 18 (C18) e do British National Front estão proibidos de integrarem a polícia e os serviços prisionais, por suspeita de estarem ligados ao assassinato de imigrantes e de membros de minorias étnicas, e pela publicação da revista Redwatch, com informações pessoais de opositores políticos e jornalistas.

## Galeria

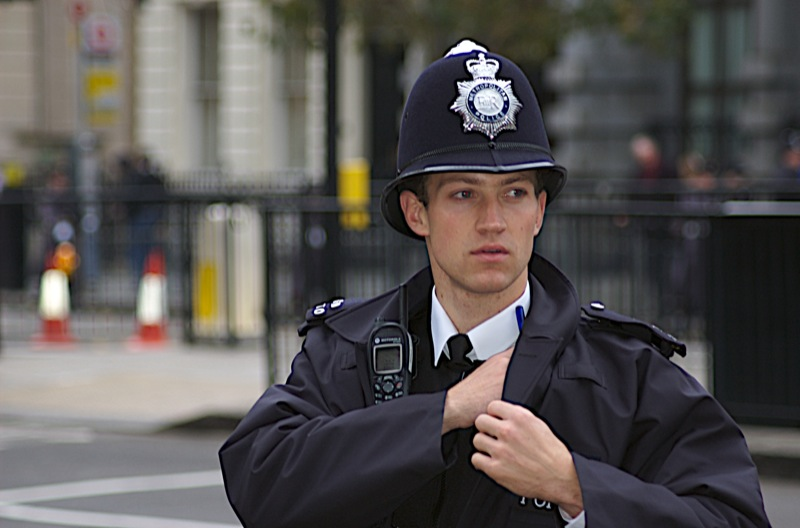
Policial da Met.
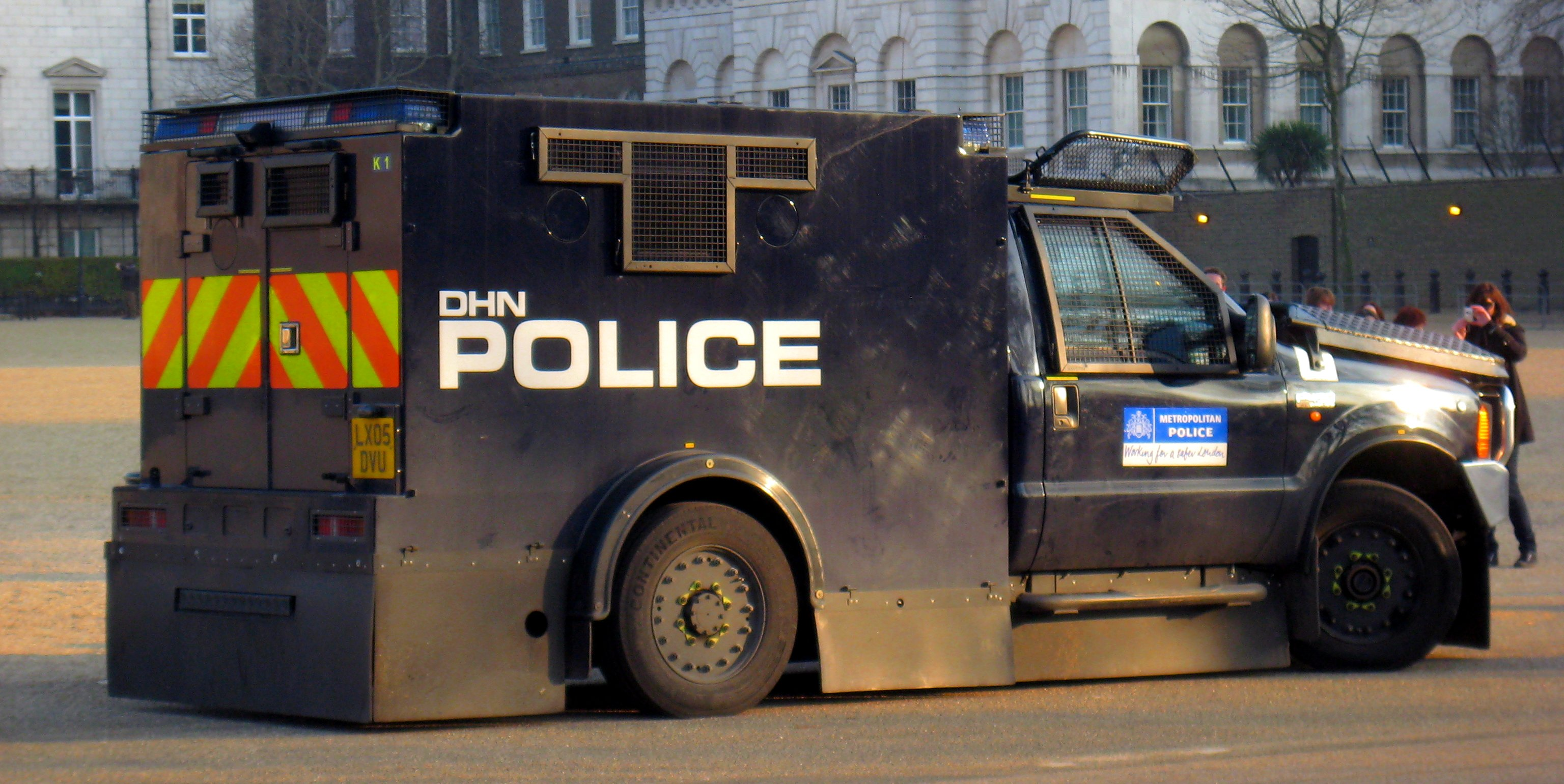
Caminhão blindado.
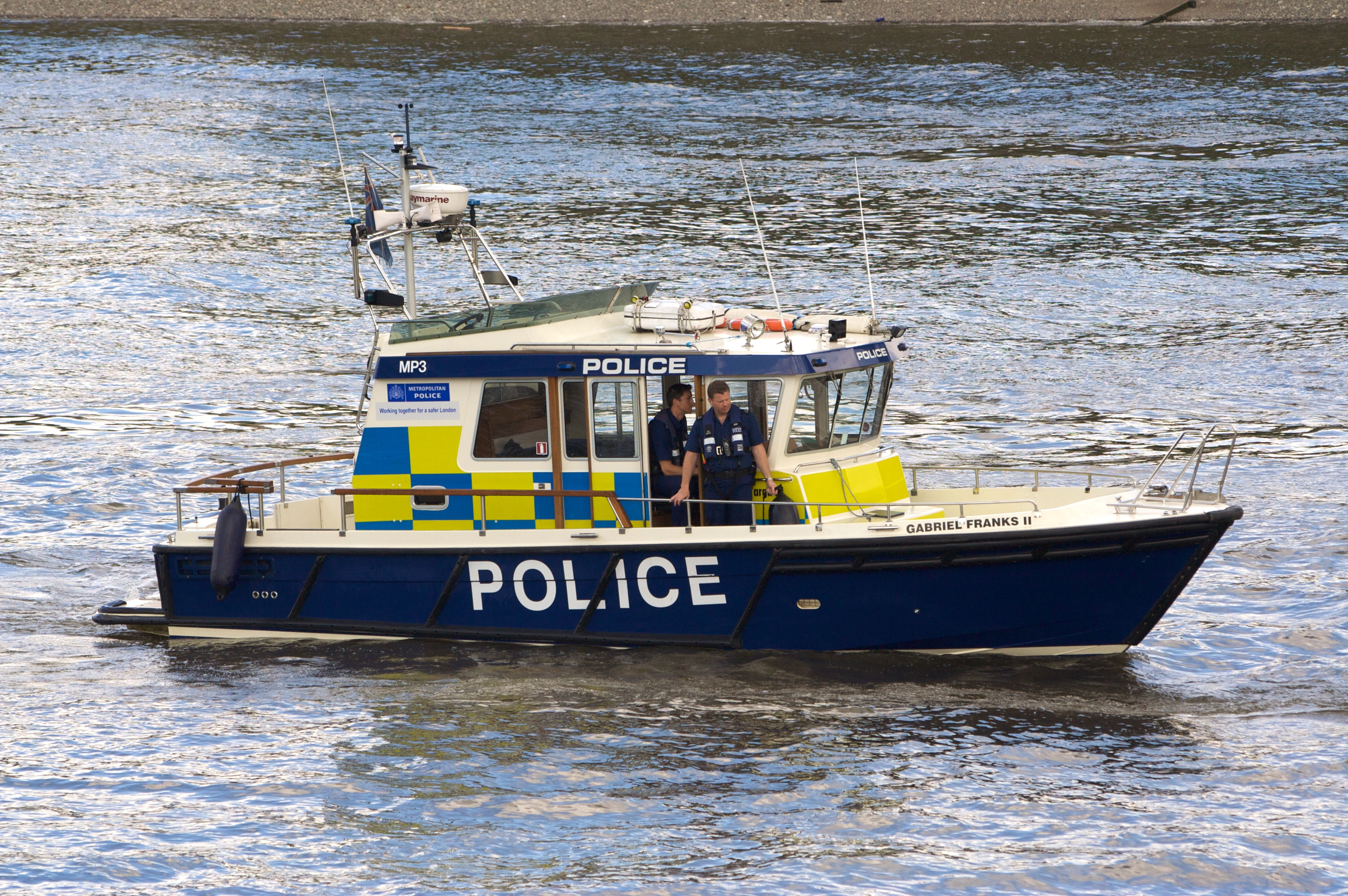
Polícia marítima.
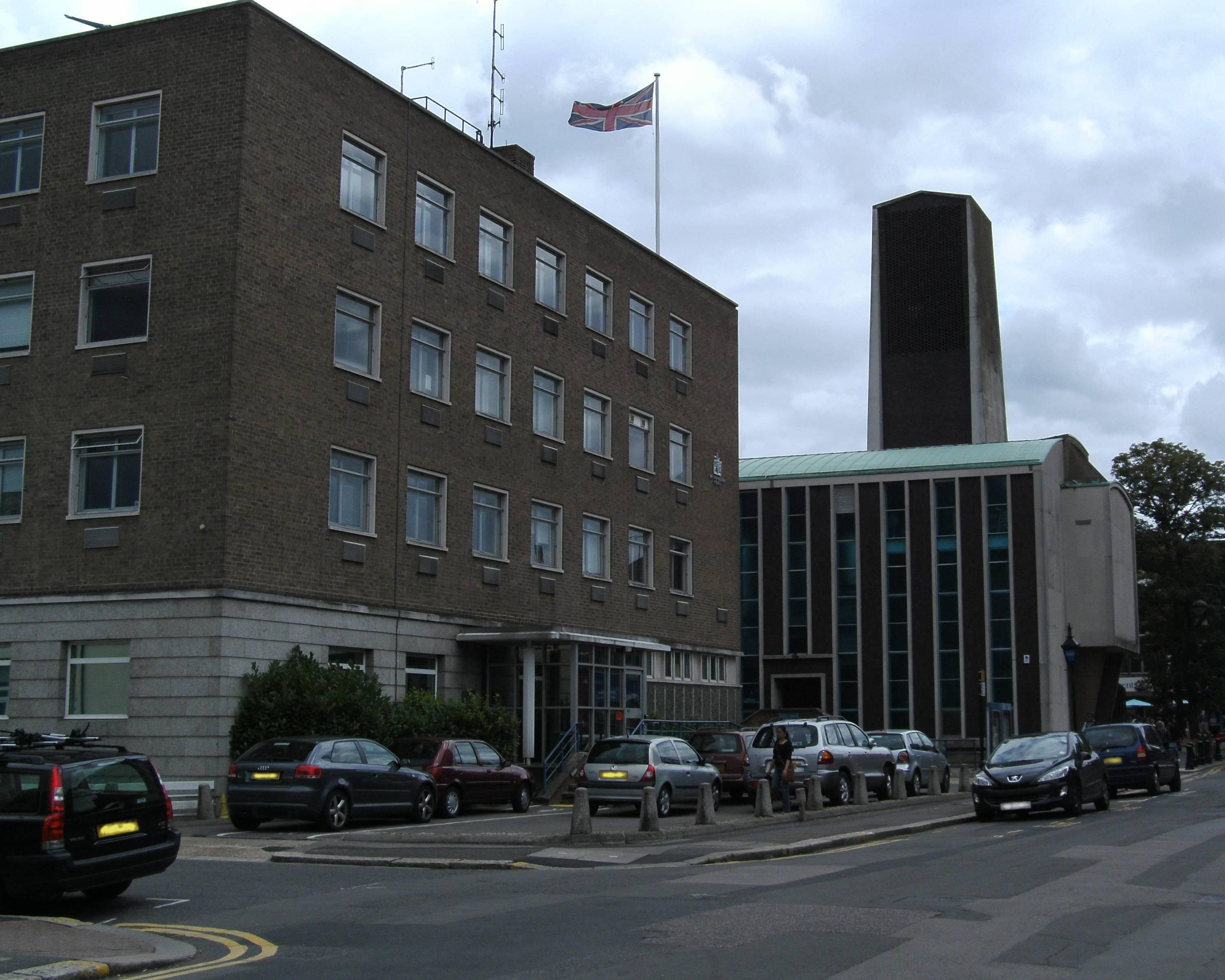
Delegacia de Hounslow.
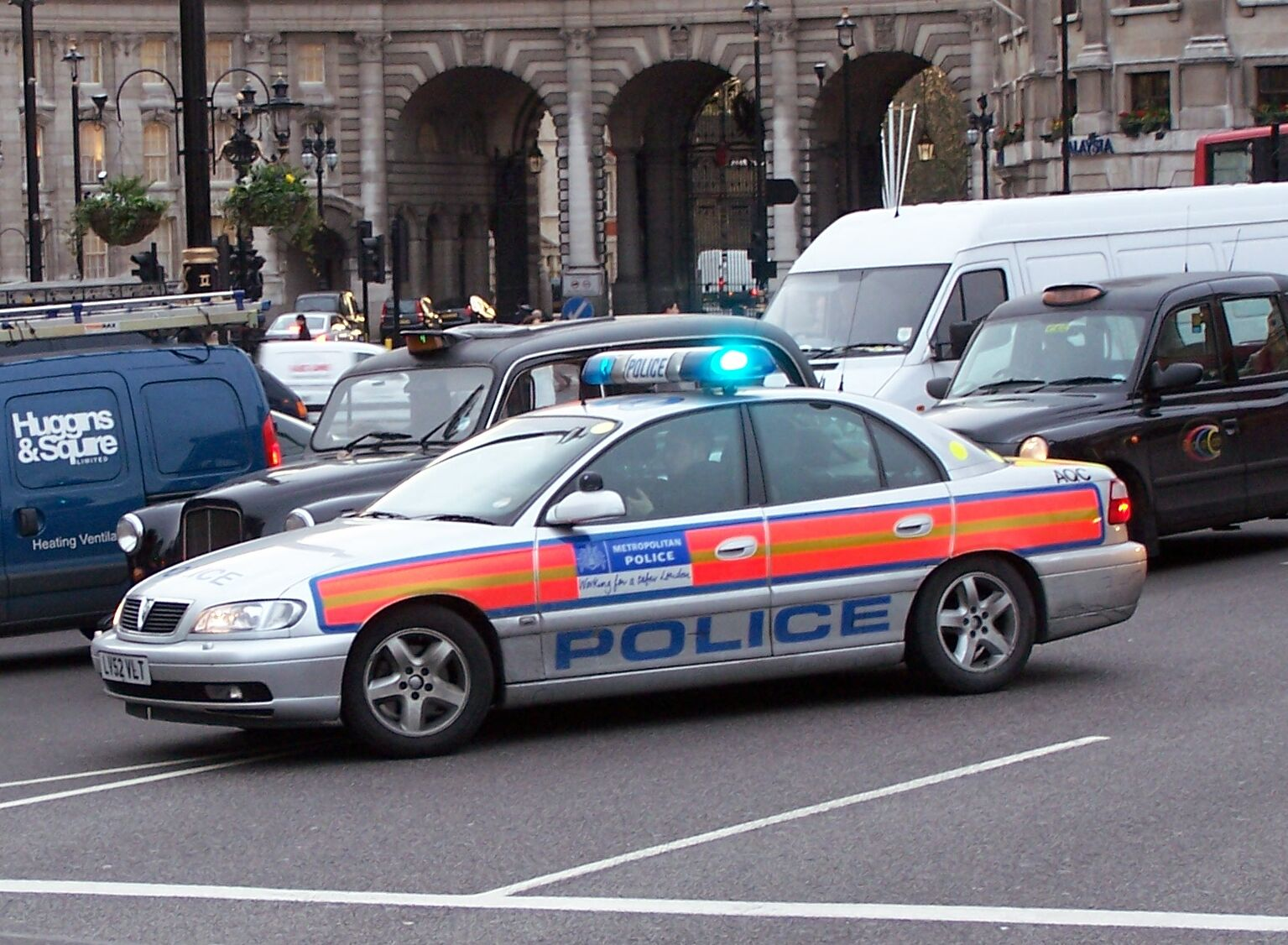
Viatura policial com a antiga caracterização.
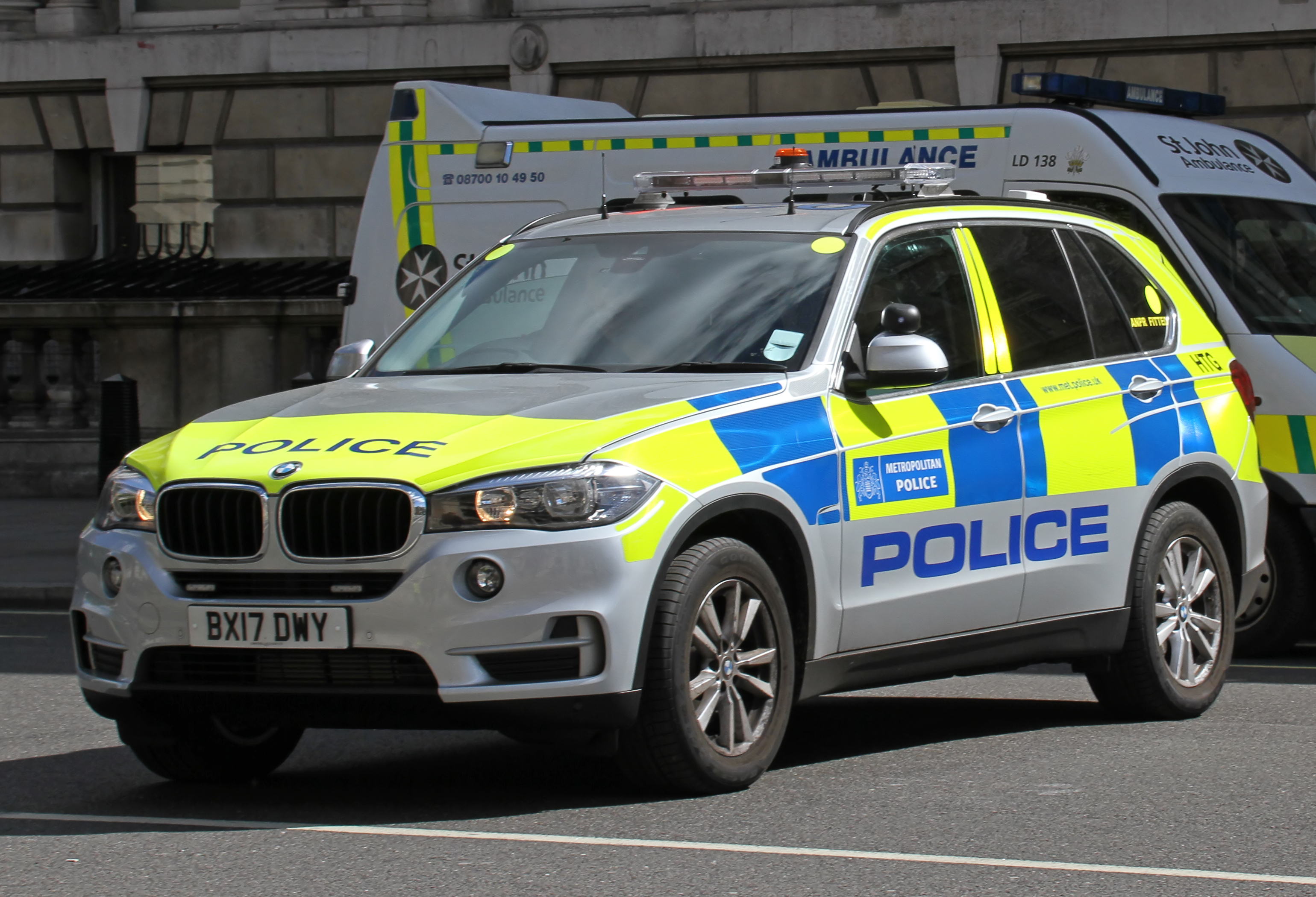
Viatura policial com a nova caracterização.
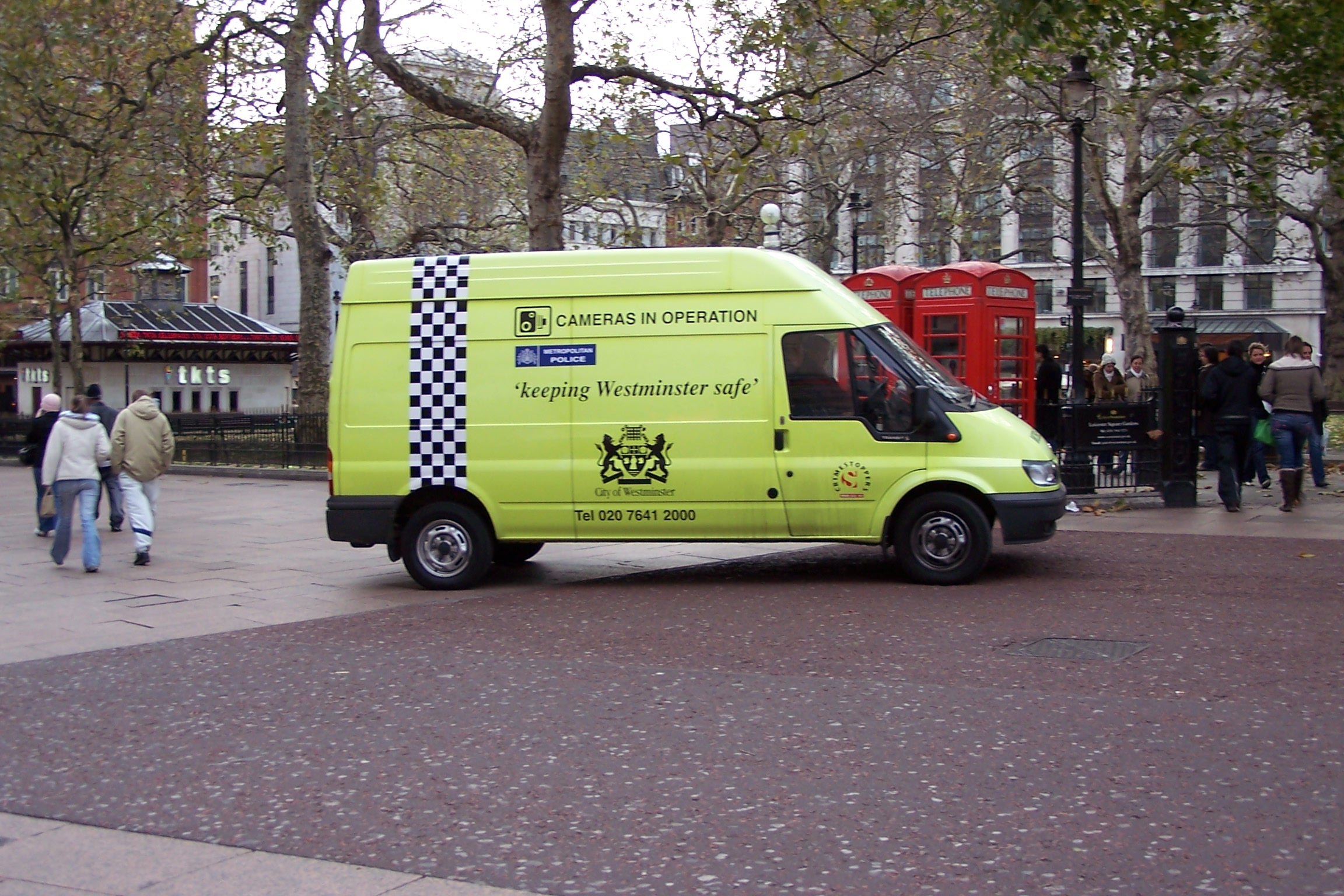
Câmera móvel da Met.
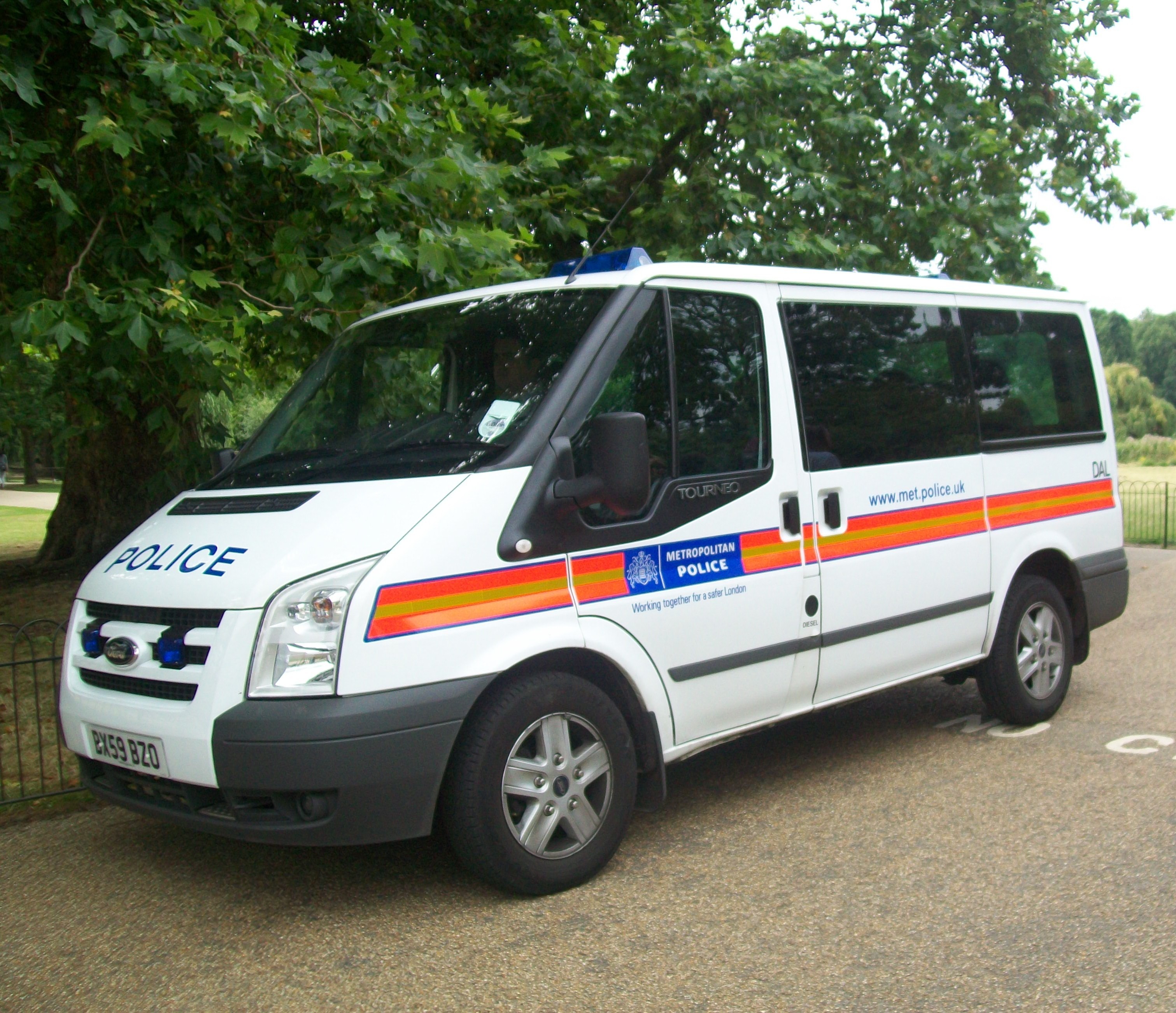
Van policial.
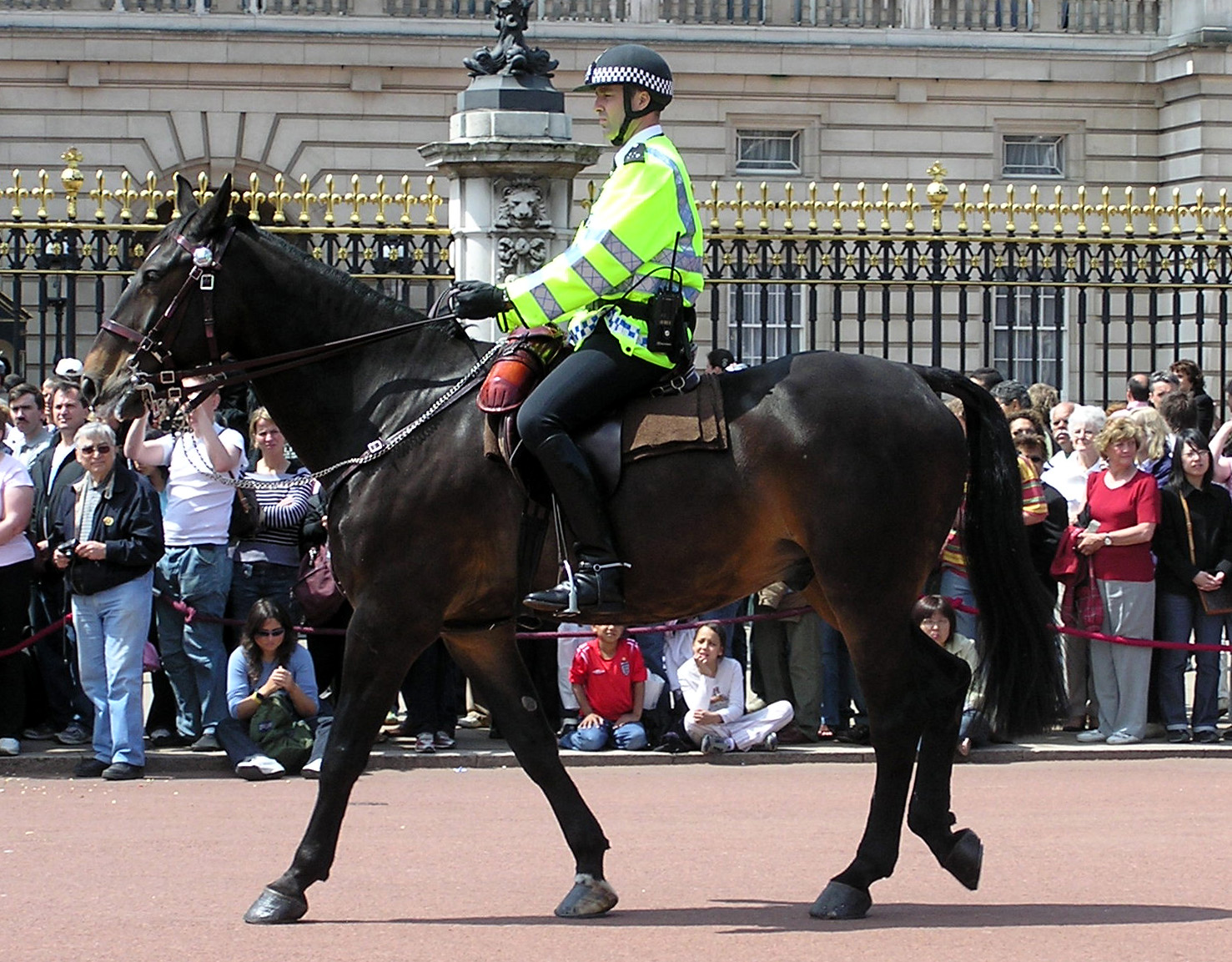
Cavalariano da polícia metropolitana.
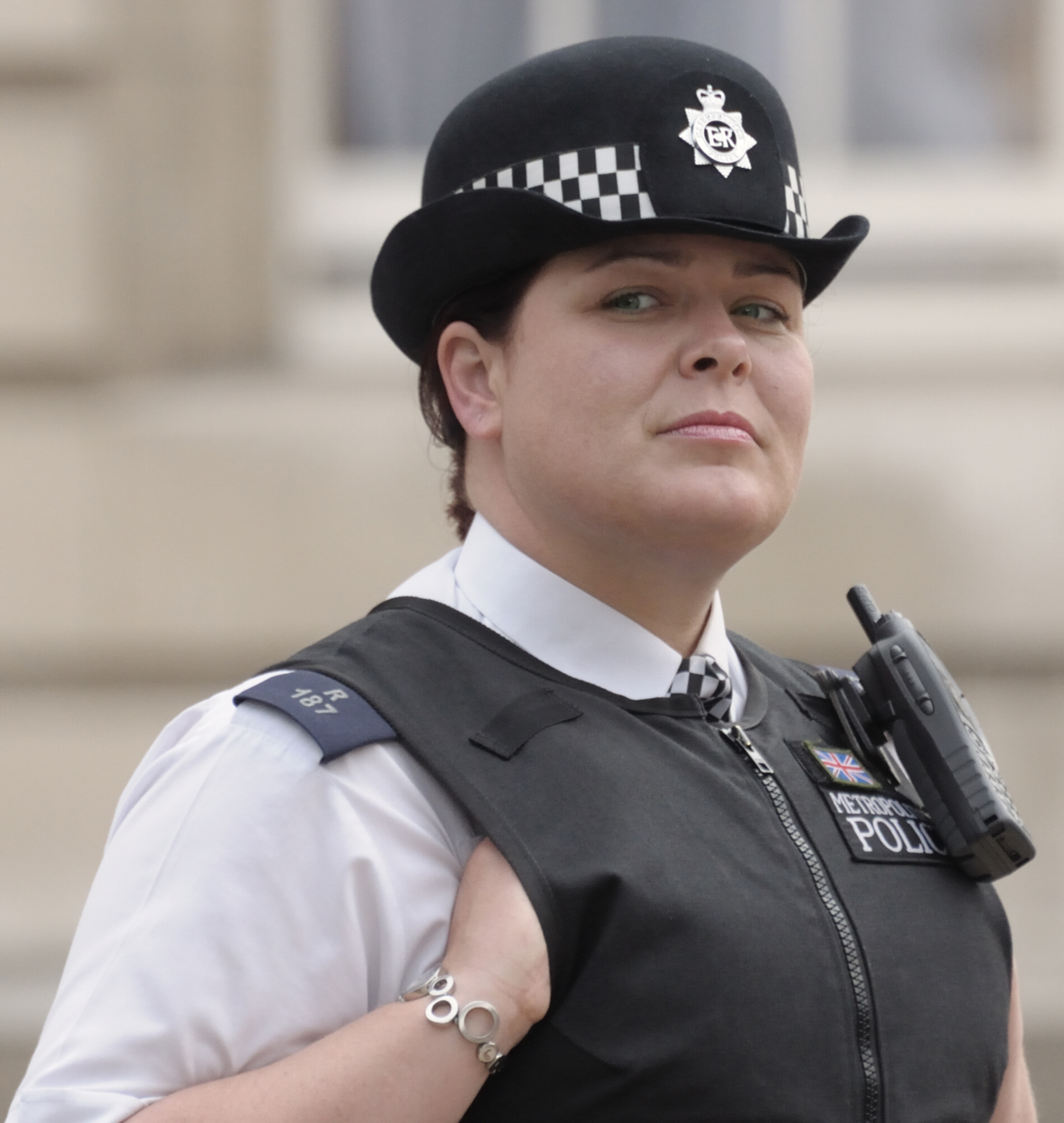
Guarda do Palácio de Buckingham.
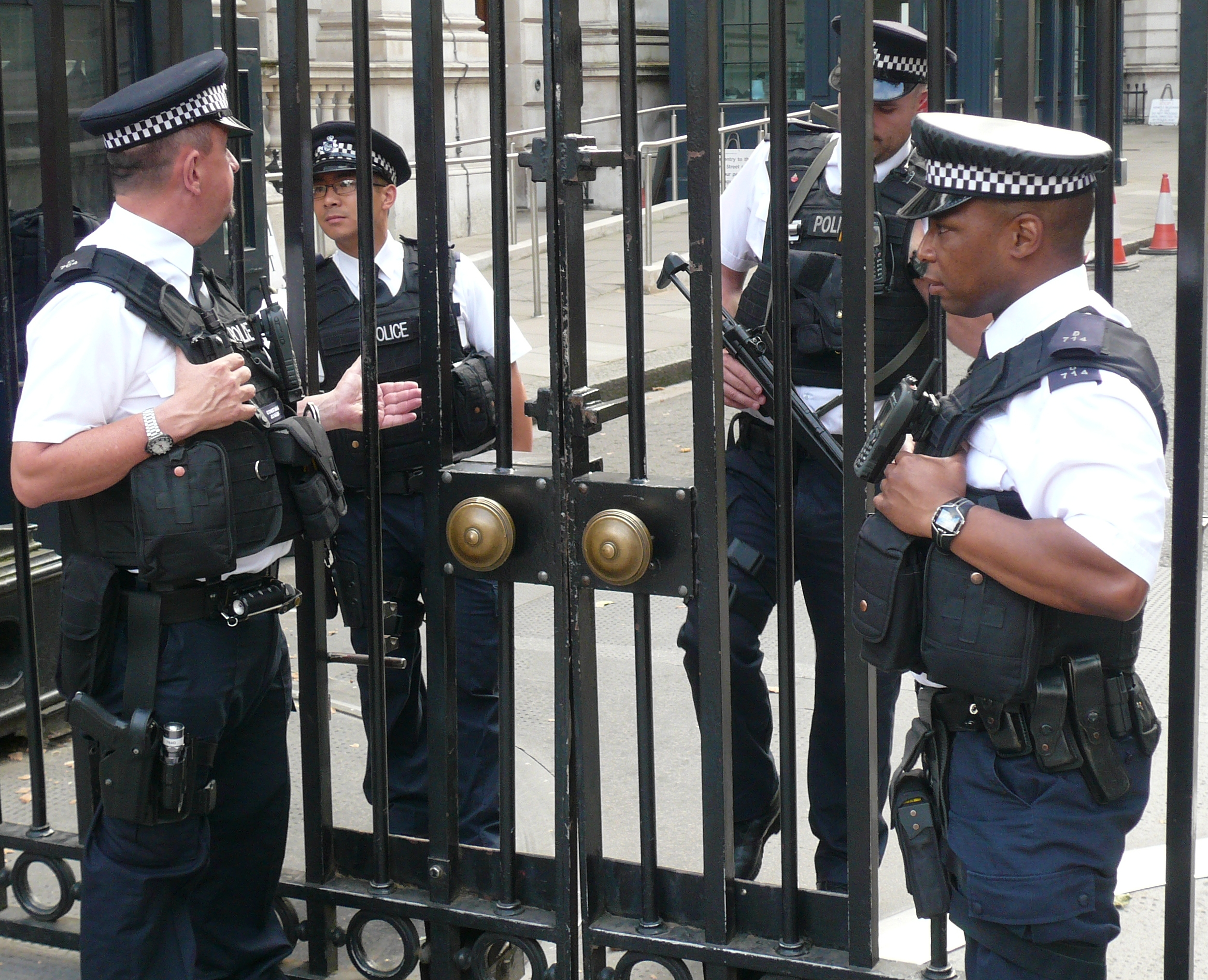
Policiais armados do DPG nos portões da Downing Street, 2014.
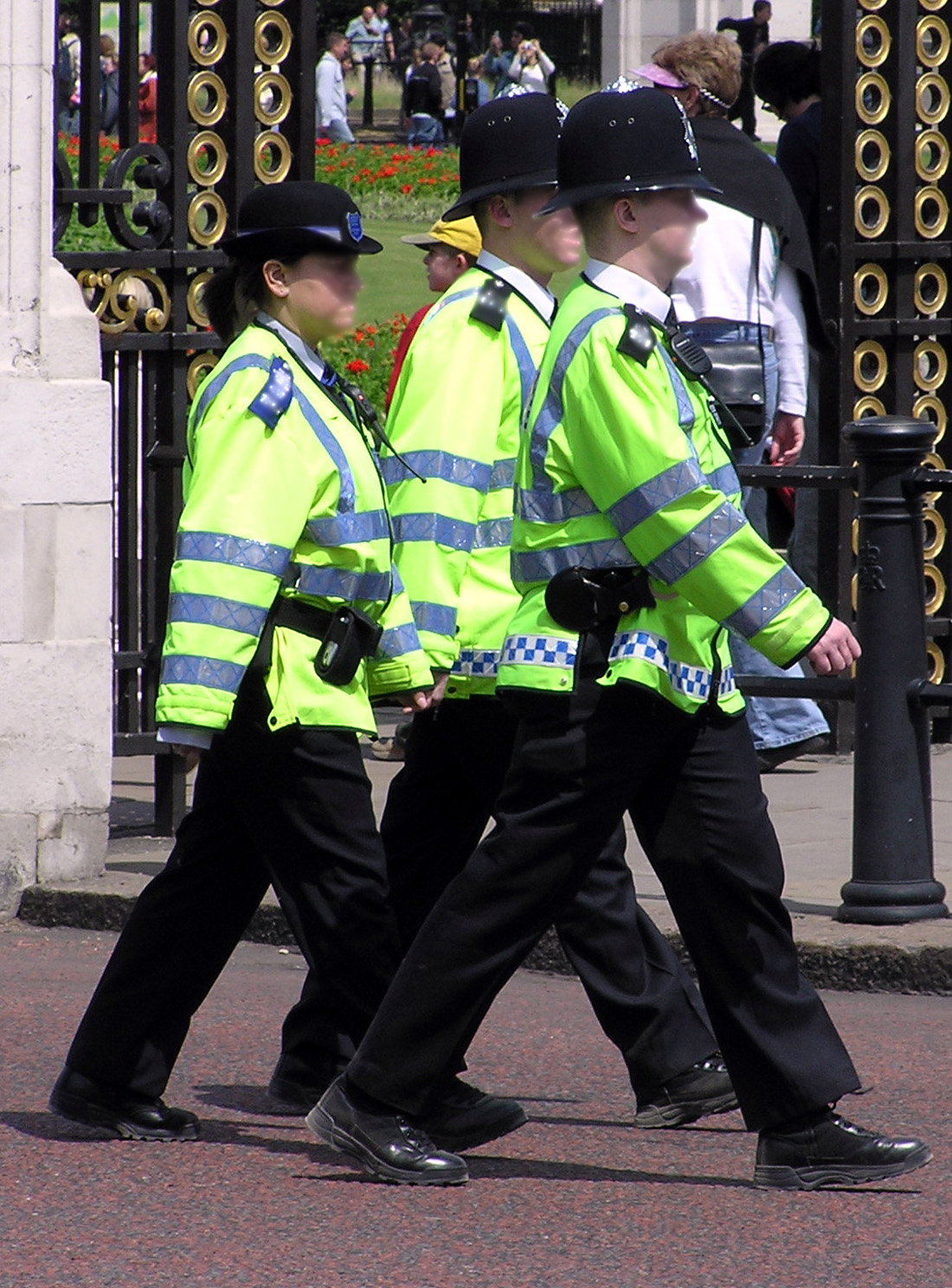
Três oficiais em patrulha a pé nas cercanias do Palácio de Buckingham.